# Філіппос Яковідіс
Філіппос Яковідіс (14 квітня 1998) — кіпрський плавець. Учасник Чемпіонату світу з водних видів спорту 2022, де на дистанціях 50 метрів брасом і 50 метрів на спині посів, відповідно 49-те і 36-те місця і не потрапив до півфіналів.